# Communauté de communes du Langeadois
Die  Communauté de communes du Langeadois ist ein ehemaliger französischer Gemeindeverband mit der Rechtsform einer Communauté de communes im Département Haute-Loire in der Region Auvergne-Rhône-Alpes. Sie wurde am 30. Mai 2000 gegründet und umfasste 14 Gemeinden. Der Verwaltungssitz befand sich im Ort Langeac.

## Historische Entwicklung
Mit Wirkung vom 1. Januar 2017 fusionierte der Gemeindeverband mit 
- Communauté de communes de la Ribeyre, Chaliergue et Margeride,
- Communauté de communes du Paulhaguet und
- Communauté de communes du Pays de Saugues

und bildete so die Nachfolgeorganisation Communauté de communes des Rives du Haut Allier.

## Ehemalige Mitgliedsgemeinden
1. Chanteuges
2. Langeac
3. Mazeyrat-d’Allier
4. Pébrac
5. Pinols
6. Prades
7. Saint-Arcons-d’Allier
8. Saint-Bérain
9. Saint-Julien-des-Chazes
10. Siaugues-Sainte-Marie
11. Vissac-Auteyrac
12. Desges
13. Tailhac
14. Chazelles